# Henri Knuts
Henri Knuts (Herk-de-Stad, 22 augustus 1926 - 17 januari 1989) was een Belgisch senator.

## Levensloop
Beroepshalve was Knuts ziekenfondsbediende en verzekeringsmakelaar.
Hij werd politiek actief voor de BSP en was voor deze partij van 1958 tot 1981 provincieraadslid van de provincie Limburg. Van 1959 tot 1981 was hij secretaris van de provincieraad. Van 1959 tot aan zijn dood in 1989 was hij tevens gemeenteraadslid van Herk-de-Stad, waar hij van 1971 tot 1976 schepen en van 1983 tot 1989 burgemeester was.
Van 1981 tot aan zijn overlijden zetelde hij ook in de Belgische Senaat als rechtstreeks verkozen senator voor het arrondissement Hasselt-Tongeren-Maaseik. Van december 1981 tot aan zijn overlijden midden januari 1989 had hij als gevolg van het toen bestaande dubbelmandaat ook zitting in de Vlaamse Raad. De Vlaamse Raad was vanaf 21 oktober 1980 de opvolger van de Cultuurraad voor de Nederlandse Cultuurgemeenschap, die op 7 december 1971 werd geïnstalleerd, en was de voorloper van het huidige Vlaams Parlement.
Knuts werd eveneens op 7 december 1978 benoemd tot officier en op 3 december 1987 tot commandeur in de Leopoldsorde.